# Tairona

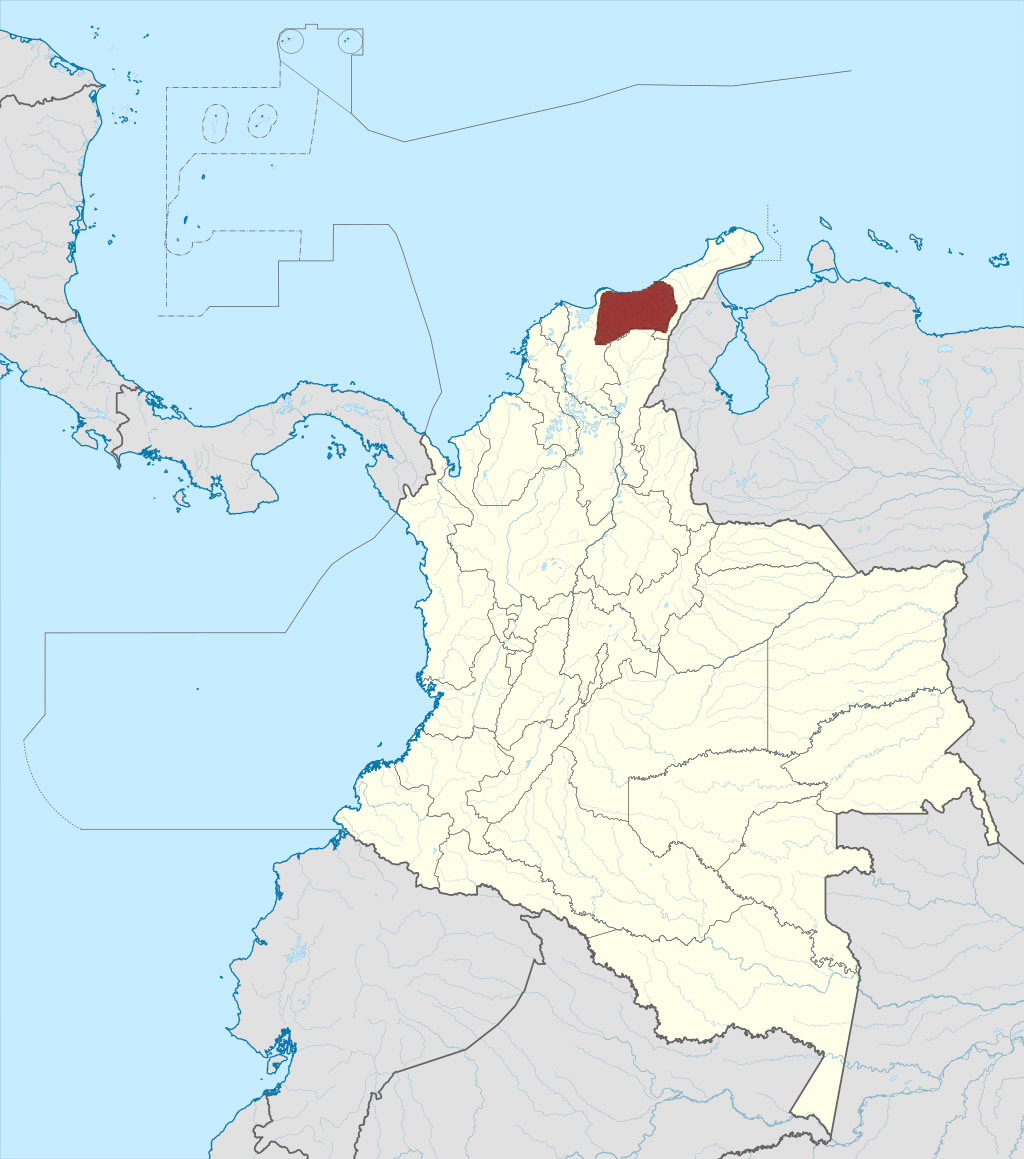
Het gebied van de Tairona

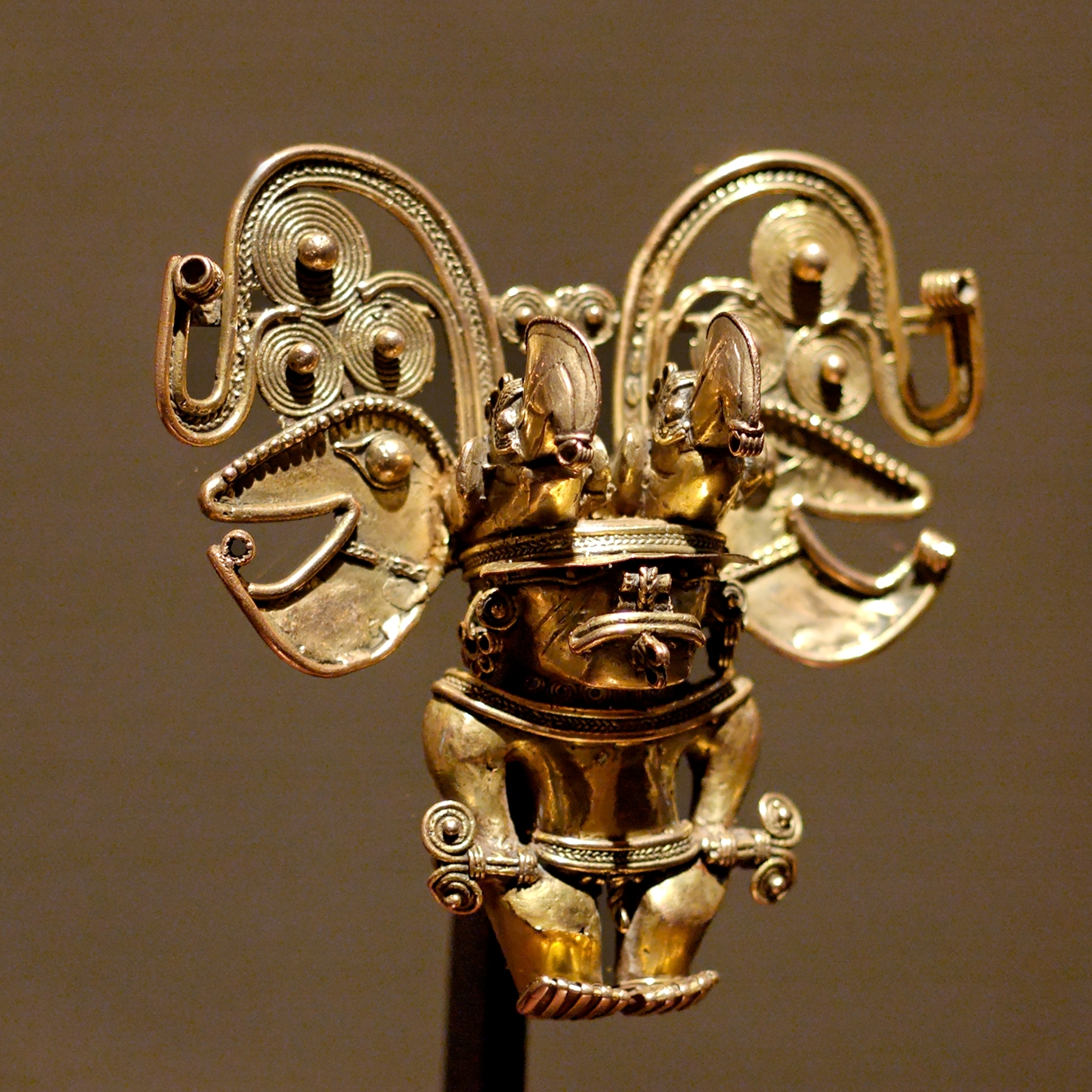
Tairona hanger, voorstellende een sjamaan met 2 scepters en een hoofdversiering met 2 toekans.

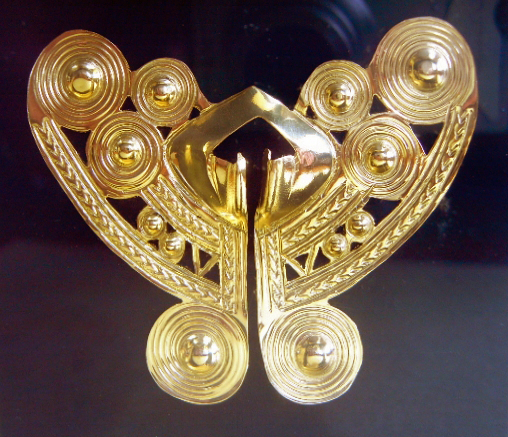
Tairona neusversiering

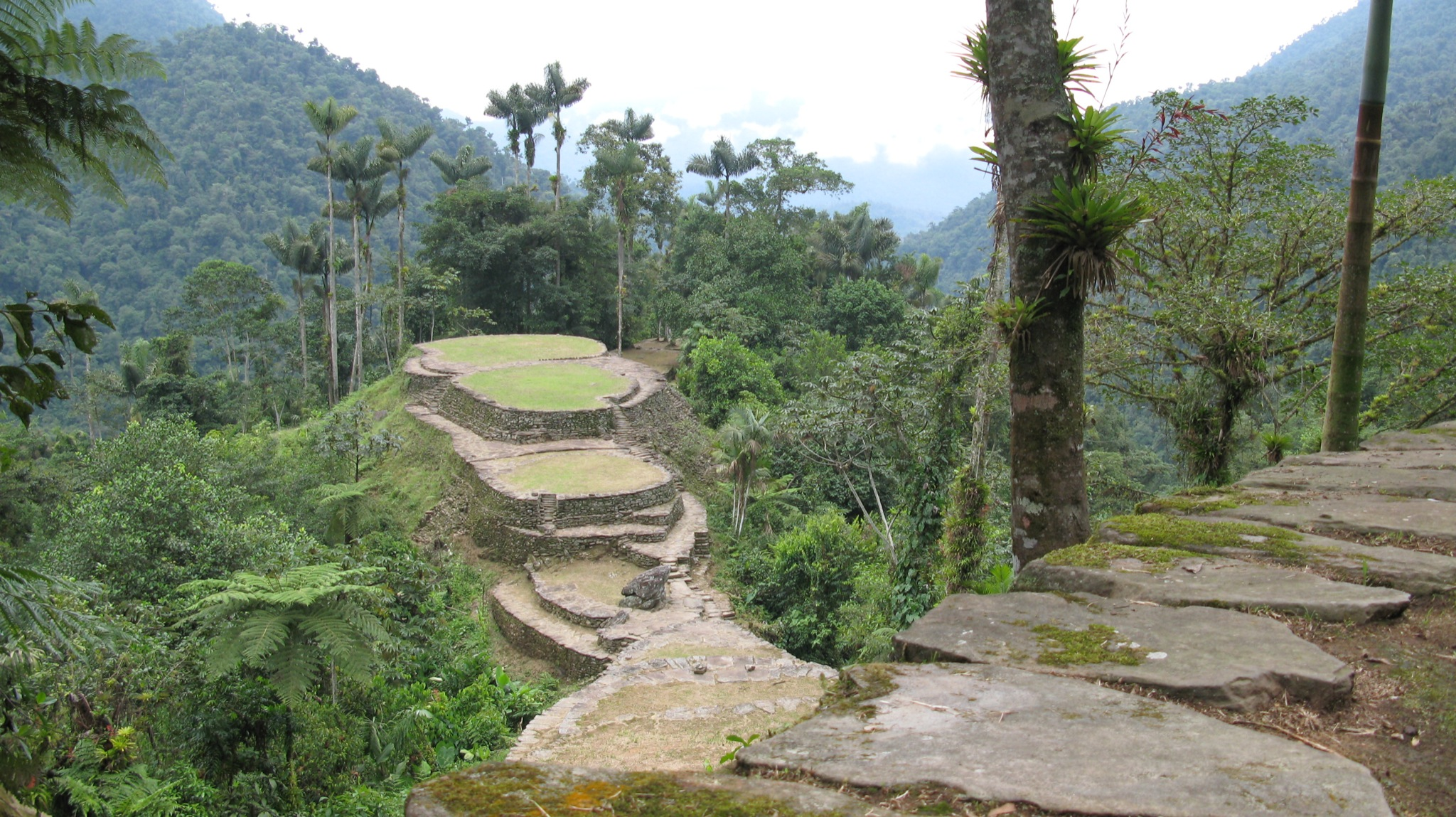
De Verloren Stad in de Sierra Nevada de Santa Marta, Colombia

Tairona was een Colombiaanse Chibcha-sprekende indianenstam.
300 tot 400 jaar voor onze jaartelling trokken Chibcha-sprekende indianen vanuit Midden-Amerika naar Colombia, Venezuela en Ecuador. De Chibcha vestigden zich oorspronkelijk aan de Atlantische kust. Rond 1000 n.Chr. migreerden oorlogszuchtige Carib-indianen van de Braziliaanse kuststreek en de eilanden naar de Colombiaanse kusten en rivierdalen Rio Magdalena en Rio Cauca en verdreven de Chibcha naar hoger gelegen Andes-gebieden. De Chibcha bereikten een hoge graad van economische en politieke ontwikkeling. Toen de Europeanen rond 1500 Zuid-Amerika begonnen te ontdekken was de Chibcha de meest prominente etnische groep in Colombia. De groep was onderverdeeld in de Muisca en de Tairona, en nog enkele kleinere groepen.
De Tairona, de kleinere Chibcha-sprekende groep, bevolkte de noordelijke uitlopers van het berggebied Sierra Nevada de Santa Marta. Er worden twee periodes onderscheiden: de Nahuange periode van 200 tot 900 n.Chr., en de Tairona-periode van 900 tot 1600 n.Chr. Tairona-indianen leefden in twee groepen, een in het Caraïbische laagland en de ander in de hooglanden van de Andes. De eerste groep leefde van vissen en zoutwinning, producten die ze ruilden voor textiel van de Tairona in het hoogland.
De Tairona-cultuur beleefde zijn hoogtepunt rond 1000 n.Chr. met het samengroeien van goedgeorganiseerde nederzettingen die via stenen wegen met elkaar waren verbonden. Bonda en Pocigüeica waren zelfs zo groot dat van steden gesproken kon worden. Archeologische vondsten tonen het gebruik van terrassen, stutmuren, afwateringskanalen, wegen, trappen en funderingen aan. Meer dan 200 nederzettingen zijn inmiddels teruggevonden. Een belangrijk archeologisch bewijs van het hoge ontwikkelingsniveau van de Taironas was de vondst van de 'Verloren Stad' in de Sierra Nevada de Santa Marta. Tairona waren bovendien kundige wevers en pottenbakkers, en hun goudbewerking kenmerkte zich door het gebruik van gietwerk van tumbaga, een koper- en goudlegering, met ingewikkelde versieringen. Anders dan bij de andere grote Chibchacultuur, de Muisca, waar gouden ornamenten alleen werden gebruikt als onderdeel van hun godsdienst, gebruikten de Tairona ze als sieraad om hiërarchische verschillen duidelijk te maken.
Typerende emblemen van de Tairona's waren vogels met open vleugels en bovenal de vleermuis, een thema dat vaak in borstplaten en hangers werd uitgebeeld. De Taironagemeenschap werd geleid door een machtige elite van sjamanen die verantwoordelijk waren voor het spirituele en materiële welzijn van de onderdanen. Sjamanen werden geacht te kunnen veranderen in verschillende afschrikwekkende wezens, zoals de vleermuis. Deze zogenaamde transformaties vonden plaats onder invloed van psychedelische middelen, rituele dansen, vasten en andere sjamanistische ontberingen.
Het verval van de cultuur begon met de komst van de Spanjaarden. Rodrigo de Bastidas stichtte in 1526 de kustplaats Santa Marta. Toch waren de verhoudingen niet altijd vijandig. In het begin werd er tussen de Spanjaarden en de Tairona gehandeld, maar de Spanjaarden verlangden goud en arbeid en de eisen werden in de loop der tijd steeds zwaarder. Verzet ontstond in het bijzonder omdat de Spanjaarden het katholieke geloof aan de indianen oplegden. In 1600 werd het laatste verzet van de Tairona gebroken en werd de cultuur uit elkaar geslagen. Nadat het meeste goud geroofd was verloren de Spanjaarden interesse in het gebied. De Kogi-indianen, die nu nog in het gebied leven, worden gezien als de afstammelingen van de Tairona, maar de hoogstaande cultuur van voor 1500 is verloren gegaan.